# Домси сир Кир
Домси сир Кир (фр. Domecy-sur-Cure) насеље је и општина у источном делу централне Француске у региону Бургоња, у департману Јон која припада префектури Авалон.
По подацима из 2011. године у општини је живело 403 становника, а густина насељености је износила 19,59 становника/km². Општина се простире на површини од 20,57 km². Налази се на средњој надморској висини од 247 метара (максималној 351 m, а минималној 158 m).

## Демографија
| 1962. | 1968. | 1975. | 1982. | 1990. | 1999. | 2011. |
| ----- | ----- | ----- | ----- | ----- | ----- | ----- |
| 401   | 446   | 386   | 481   | 500   | 450   | 403   |

График промене броја становника у току последњих година